# 聖隷富士病院
聖隷富士病院（せいれいふじびょういん）は、静岡県富士市にある病院。運営は社会福祉法人聖隷福祉事業団の関連団体、一般財団法人恵愛会。

## 沿革
1946年（昭和21年）2月
静岡県農業会吉原病院開院
1948年（昭和23年）4月 
吉原市国民健康保険組合の直営病院となる
12月
財団法人恵愛会の設立が認可
1949年（昭和24年）6月
財団法人恵愛会吉原病院として開設
1951年（昭和26年）9月
齊藤知一郎氏理事長就任
1954年（昭和29年）5月
病棟増改築(62床)
1961年（昭和36年）6月
齊藤了英氏理事長に就任
1966年（昭和41年）4月
新病棟竣工(99床)
1996年（平成8年）6月
齊藤公紀氏理事長に就任
1999年（平成11年）10月
社会福祉法人聖隷福祉事業団及び財団法人芙蓉協会による業務支援
2000年（平成12年）3月
訪問看護ステーションけいあい開設
12月
改装工事竣工・高度医療機器群導入
2001年（平成13年）1月 
居宅介護支援事業所けいあい開設
4月
人工透析室開設
6月
山本敏博氏理事長に就任
9月 
財団法人恵愛会聖隷吉原病院に改称
2003年（平成15年）11月
訪問看護ステーション吉原・居宅介護支援事業所吉原開設
2004年（平成16年）11月
人工透析室増床（18床）
2007年（平成19年）8月
新病院完成竣工
財団法人恵愛会聖隷富士病院に改称
訪問看護ステーション吉原を訪問看護ステーションかみやに改称
居宅介護支援事業所吉原を居宅介護支援事業所かみやに改称
12月
訪問看護ステーションかみや・居宅介護支援事業所かみや、富士市神谷新町に移転
2010年（平成22年）6月
財団法人日本医療機能評価機構による病院機能評価認定〔Ver,6.0〕
2012年（平成24年）2月
聖隷富士病院増改築工事及び新管理棟新築工事着工
2013年（平成25年）3月
聖隷富士病院増改築工事及び新管理棟竣工
2013年（平成25年）4月
一般財団法人恵愛会聖隷富士病院へ改称（法人制度改革による）
一般病床12床増床（計111床）
2013年（平成25年）9月
心臓血管カテーテル治療室開設
2014年（平成26年）4月
一般病床40床増床（計151床）
7階病棟の運用開始

## 認定施設
- 健康保険医療機関
- 国民健康保険療養取扱機関
- 労災保険指定医療機関
- 公害医療指定医療機関
- 結核予防法指定医療機関
- 原子爆弾被爆者一般疾病医療取扱機関
- 特定疾患治療研究事業指定医療機関
- 身体障害者福祉法指定医療機関
- 指定自立支援医療機関（更生医療・育成医療・精神通院医療）

## 診療科
- 内科
- 循環器科
- 外科・肛門外科
- 耳鼻咽喉科
- 小児科
- 整形外科
- 泌尿器科
- 眼科
- 放射線科
- リハビリテーション科
- 皮膚科

## 交通アクセス
- 岳南電車吉原本町駅より徒歩3分
- 吉原中央駅（バス駅）より徒歩5分
- 東海道新幹線新富士駅よりタクシーで約10分
- 東名高速道路富士ICより車で約10分